# Дэвис, Говард
Го́вард Э́двард Дэ́вис мла́дший (англ. Howard Edward Davis, Jr.; 14 февраля 1956, Глен-Ков — 30 декабря 2015, Плантейшен, Флорида, США) — американский боксёр лёгких весовых категорий, выступал за сборную США в середине 1970-х годов. Чемпион летних Олимпийских игр в Монреале, чемпион мира, победитель многих международных турниров и национальных первенств. В период 1977—1996 с попеременным успехом боксировал на профессиональном уровне, трижды был претендентом на титул чемпиона мира крупнейших боксёрских организаций. Впоследствии — спортивный менеджер, тренер бойцов смешанного стиля.

## Биография
Родился в городе Глен-Ков, штат Нью-Йорк. Активно заниматься боксом начал в раннем детстве под руководством собственного отца, в прошлом тоже боксёра. Первого серьёзного успеха на ринге добился в 1973 году, когда в полулёгком весе одержал победы на чемпионатах США и Северной Америки среди любителей. Год спустя вновь стал чемпионом страны и съездил в Гавану на впервые проведённый чемпионат мира по боксу, откуда привёз медаль золотого достоинства, победив всех своих соперников, в том числе титулованного советского боксёра Бориса Кузнецова в финале.
В 1976 году поднялся в лёгкий вес, в третий раз взял золото на чемпионате США и благодаря череде удачных выступлений удостоился права защищать честь страны на летних Олимпийских играх в Монреале — на соревнованиях одолел всех конкурентов, в том числе таких боксёров как Аце Русевски и Симион Куцов в полуфинале и финале соответственно. Выигранную золотую медаль Дэвис посвятил матери, которая за несколько дней до начала Олимпиады скончалась от сердечного приступа. Помимо золотой олимпийской награды он также получил Кубок Вэла Баркера, приз самому техничному боксёру Олимпийских игр, а также был признан лауреатом в номинации «Боец года» по версии Ассоциации боксёрских журналистов Америки.
Став олимпийским чемпионом, решил попробовать себя среди профессионалов и подписал контракт на 1,5 млн долларов с телекомпанией CBS. Профессиональный дебют состоялся в январе 1977 года, его первый соперник пуэрториканец Хосе Ресто был побеждён единогласным решением судей. В течение трёх последующих лет Дэвис провёл в лёгком весе множество успешных боёв и к июню 1980 года получил возможность побороться за титул чемпиона мира по версии Всемирного боксёрского совета (ВБС). Тем не менее действующий чемпион британец Джим Уотт оказался слишком сильным для него соперником — все судьи отдали победу ему.
Несмотря на поражение, продолжил выходить на ринг, участвовал в поединках со многими крепкими боксёрами, поднялся в мировых рейтингах и летом 1984 года вновь попытался завоевать пояс чемпиона ВБС. Но и вторая попытка вышла неудачной, раздельным решением победил действующий чемпион из Пуэрто-Рико Эдвин Росарио. Последнюю попытку выиграть мировой титул Говард Дэвис предпринял в июле 1988 года, на сей раз на кону стоял пояс Международной боксёрской федерации (МБФ) в первой полусредней весовой категории, а соперником был опытнейший американец Бадди Макгирт. На удивление зрителей, Макгирт нокаутировал Дэвиса уже в первом же раунде. Боксёр был настолько раздосадован этим поражением, что сразу по окончании матча объявил о завершении карьеры спортсмена.
В 1994 году в возрасте 38 лет спортсмен вернулся в профессиональный бокс, он значительно прибавил в весе, перейдя в среднюю весовую категорию, но, несмотря на это, уверенно побеждал всех своих оппонентов. В апреле 1996 года встретился с небитым соотечественником Даной Розенблаттом в бою за титул чемпиона Всемирного боксёрского союза и проиграл нокаутом во втором раунде. Этот матч был последним в карьере Дэвиса, всего в профессиональном боксе он провёл 43 боя, из них 36 окончил победой (в том числе 14 досрочно), 6 раз проиграл, в одном случае судьи зафиксировали ничью.
После завершения спортивной карьеры Говард Дэвис работал тренером, занимался подготовкой бойцов смешанного стиля, в том числе долгие годы был личным тренером знаменитого чемпиона Чака Лидделла и других членов клуба American Top Team. Часто Дэвиса приглашали на телевидение в качестве эксперта-обозревателя или комментатора. Участвовал в организации боёв по правилам MMA в собственной промоутерской компании Fight Time Promotions. На его малой родине в городе Глен-Ков Дэвиса считают героем, в честь него названа одна из улиц, кроме того, в 2009 году мэр города объявил дату 10 июля «Днём Говарда Дэвиса».